# 周品均
周品均（1982年2月4日—），臺灣企業家，為東京著衣創辦人。畢業於南華大學傳播管理學系

## 生平
2004年，就讀大三的周品均創立「東京著衣」，2007年，東京著衣跨海進駐中國大陸購物平台。2013年，東京著衣創下年營收20億最高紀錄。2014年，因與前夫產生隔閡，周品均被迫離開東京著衣。2016年，創立新品牌「Wstyle」，2020年，與PChome董事長詹宏志合作，接任唯品風尚集團執行長，當時為台灣第一個時尚電商品牌集團。

## 著作
- 《從5萬到10億的夢想之路：網拍創業女王周品均的東京著衣》，三采，2011年。
- 《品牌X新創：周品均的創新態度與思維》，布克文化，2018年。
- 《女人要堅強而不逞強》，商周出版，2020年。
- 《職場又不是沙發，追求舒適要幹嘛？周品均的35堂犀利職場課》，商周出版，2021年。